# Vlag van Perak

Vlag van Perak (ratio 1:2)

De vlag van Perak bestaat uit drie even hoge horizontale banen in de kleuren wit (boven), geel (midden) en zwart. De drie banen symboliseren drie belangrijke posities binnen de koninklijke familie van Perak: de witte baan staat voor de sultan, de gele voor de kroonprins (Raja Muda) en de zwarte voor de Raja Di Hilir (de eerstvolgende in de lijn van de troonopvolging na de kroonprins). Toevallig lijkt de vlag op een omgekeerde versie van de Russische keizerlijke kleuren die van 1858 tot 1917 officieel werden gebruikt. De drie kleuren van de vlag, met rood, vormden de basis van de kleuren die werden gebruikt in de vlag van de Britse Gefedereerde Maleise Staten.
De vlag werd op 31 januari 1879 officieel aangenomen.